# Kampmannbrücke
Die Kampmannbrücke ist eine Schrägseil-Straßen- und Fußgängerbrücke, die die beiden Essener Stadtteile Heisingen und Kupferdreh bei Flusskilometer 37,1 über die Ruhr miteinander verbindet. Durch Abriss und Neubau waren und sind seit 1895 bis heute drei Brückenbauwerke nach der Familie Kampmann benannt.

## Geschichte

### Fährbetrieb 1790 bis 1894
Seit 1790 unterhielt die namensgebende Familie Kampmann eine Ruhrfähre an der Stelle der heutigen Brücke. Diese privat geführte Fähre fuhr ab 1831 für Rechnung des preußischen Staates. 1884 wechselte die Fähre ihren Besitzer, wobei ihr letzter Pächter der Bergmann Heinrich Kleinheidt aus Heisingen war. Am 13. Dezember 1894 erhielt der Brennereibesitzer Kampmann von der Königlichen Regierung in Düsseldorf eine auf 40 Jahre befristete Konzession zum Bau und Betrieb einer Brücke. Damit wurde die Fähre aufgehoben.

### Pontonbrücke 1895 bis zur Nachkriegszeit

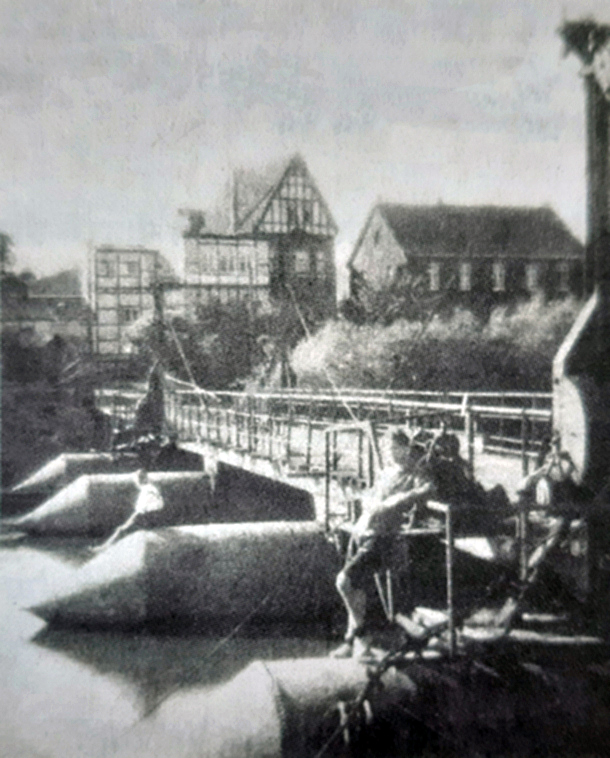
Ehemalige Pontonbrücke

1895 war die erste Kampmannbrücke, die die damals selbständigen Orte Kupferdreh und Heisingen verband, fertiggestellt. Der Kupferdreher Kaufmann Hermann Kampmann ließ an der Stelle des ehemaligen Fährbetriebes diese Brücke errichten. 
Es handelte sich dabei um  eine auf der Ruhr schwimmende Pontonbrücke. Sie konnte bei  Hochwasser per Seilwinde auf einer höher gelegenen Auffahrt festgemacht werden. Dieses Verfahren wurde patentiert und ebenfalls bei der Schwimmbrücke Holtey zwischen Horst und Burgaltendorf verwirklicht. Dort wurde, wie auch hier an der Kampmannbrücke, per Kassenhäuschen und Schranke eine staatlich genehmigte Gebühr von fünf Pfennigen zugunsten des Betreibers verlangt. Nach Zerstörung durch Hochwasser im Jahr 1928 musste die Pontonbrücke wieder aufgebaut werden.
Die Straße, die über die Brücke führte, erhielt am 13. November 1900 den Namen Ruhrbrücke, seit dem 28. Juni 1934 heißt sie Kampmannbrücke.
Im Zweiten Weltkrieg wurde die Pontonbrücke zerstört und 1943 durch die Organisation Todt provisorisch wiedererrichtet. Die Widerlager, die einst die Kräfte der hölzernen Fahrbahnplatte auf Walzprofilträgern aufnahmen, wurden im Februar 1946 durch ein Hochwasser unterspült. Sie wurden im darauf folgenden Sommer mit Stampfbetonfundamenten unterfangen und mit Spundwandkästen versehen.

### Balkenbrücke 1951 bis 2016
In den Jahren 1950 bis 1951 wurde die alte Pontonbrücke durch eine von Hochtief erbaute Balkenbrücke ersetzt. Dazu wurden die ursprünglichen vier Jochpfähle aus Holz mit Holzjochen durch Stahlbetonbohrpfähle mit Stahlmantel und die Joche durch Stahlbetonjochbalken ersetzt. Die alten Walzprofilträger, die die hölzerne Fahrbahnplatte trugen, wurden wiederverwendet und die Fahrbahn mit einer Stahlbetonverbundkonstruktion erneuert. Die Jochpfähle erhielten oberhalb des Wasserspiegels mit einer 20 cm starken Stahlbetonplatte eine Sicherung, die als Wellenbrecher fungierte.
Diese Brücke war als Behelfsbrücke gedacht, musste jedoch aus Kostengründen bis 2016 in Betrieb bleiben.
Seit es die nördlich gelegene, in den 1970er Jahren fertiggestellte Theodor-Heuss-Brücke gibt, über die die A44 führt (bis 2010 B227 genannt), gilt der Straßenzug über die Kampmannbrücke als Nebenstrecke zwischen den beiden Stadtteilen Heisingen und Kupferdreh am östlichen Ende des Baldeneysees.
Die einst zweispurige Kampmannbrücke war wegen nachlassender Tragfähigkeit aus Gründen der Sicherheit seit Mitte der 2000er Jahre nur noch einspurig befahrbar. Dabei regelte eine Ampelanlage die Fahrtrichtung. Bereits 2009 war der Stahlmantel der Brücke marode, der den Beton der tragenden Pfeiler hielt. Dennoch war die Standfestigkeit laut Tiefbauamt Essen weiterhin gegeben.
Am 18. Juli 2016 wurde die Brücke dauerhaft gesperrt. Nach Umbau der über die Brücke geführten Leitungen wurde diese von September 2016 bis Februar/März 2017 abgerissen.

## Schrägseilbrücke seit 2019

### Daten
Innerhalb von rund drei Jahren wurde die von der Stuttgarter Firma Schlaich Bergermann Partner geplante Schrägseilbrücke errichtet und im Dezember 2019 fertiggestellt. Sie besteht aus der Vorlandbrücke aus einer Stahlbeton-Vollplatte am Heisinger Ufer und der Hauptbrücke, die zusammen eine Länge von 173 Metern haben. Damit bleibt sie auch bei Hochwasser nutzbar. Die Hauptbrücke ist an zwei 27 Meter hohen Pylonen aufgehängt und bietet möglicher Schifffahrt eine Durchfahrtshöhe von 4,7 Metern auf einer Breite von 20 Metern. Neben zwei 3,25 Meter breiten Fahrspuren ist auf der Verbund-Fahrplatte ein 3,5 Meter breiter Fuß- und Radweg auf südlicher Brückenseite angelegt. Die Brücke ist für eine Achslast von 240 Kilo-Newton (KN) ausgelegt, was einer Belastung von 48 Tonnen bei zwei Achsen entspricht.
Da sich die Brücke im Überschwemmungsgebiet und in unmittelbarer Nähe zum Naturschutzgebiet Heisinger Ruhraue befindet, waren hohe Auflagen zum Naturschutz einzuhalten, die sich auf technische Anforderungen und damit Baukosten auswirkten. So durfte keine Grundwasserabsenkung vorgenommen werden. Zudem wurden Amphibientunnel im Bereich der Wuppertaler Straße installiert. Die Zeiten der Straßenbeleuchtung sind festgelegt. Sie muss jährlich in der Zeit vom 1. März bis 31. Oktober von 22:30 Uhr bis fünf Uhr gemäß den Vorgaben der Landschaftsschutzverordnung und des Bundesnaturschutzgesetzes abgeschaltet werden. Außerhalb dieser Zeit ist im Sinne des Naturschutzes eine mitlaufende Beleuchtung mit Radarsensoren geregelt, so dass bei Bewegung durch Fußgänger oder Fahrzeuge sich das Licht nur im notwendigen Bereich einschaltet. Dieser 1,2 Kilometer lange Bereich verläuft vom Klärwerk auf der Wuppertaler Straße bis zur Einmündung der Straße Stauseebogen und weiter über die Kampmannbrücke bis zum Kupferdreher Ufer.

### Planungen
Die Stadt Essen zog eine Sanierung der bestehenden Kampmannbrücke nicht in Betracht, so dass ein höherer Brückenneubau, der auch möglicher Schifffahrt gerecht wird, errichtet wurde. Am 23. November 2011 beschloss der Rat der Stadt Essen den Neubau einer Brücke. Die Kosten wurden mit 11,4 Millionen Euro angegeben, wovon 65 Prozent (etwa 6,5 Millionen Euro) aus Landesmitteln der Landesregierung von Nordrhein-Westfalen eingeplant wurden. Diese wurden jedoch nicht zeitig genug beantragt, weil die Planungen immer wieder durch Änderungsanträge der CDU-Ratsfraktion verzögert wurden. 2013 verfügte das Land NRW eine allgemeine Kürzung der Fördermittel und stellte keine mehr für die Kampmannbrücke zur Verfügung (mangelnde Planungssicherheit). Um den notwendigen Bau einer Brücke trotzdem zu verwirklichen, hat der Rat der Stadt am 20. März 2013 beschlossen, einen mit gut zehn Millionen Euro veranschlagten, geänderten Brückenneubau selbst zu finanzieren.

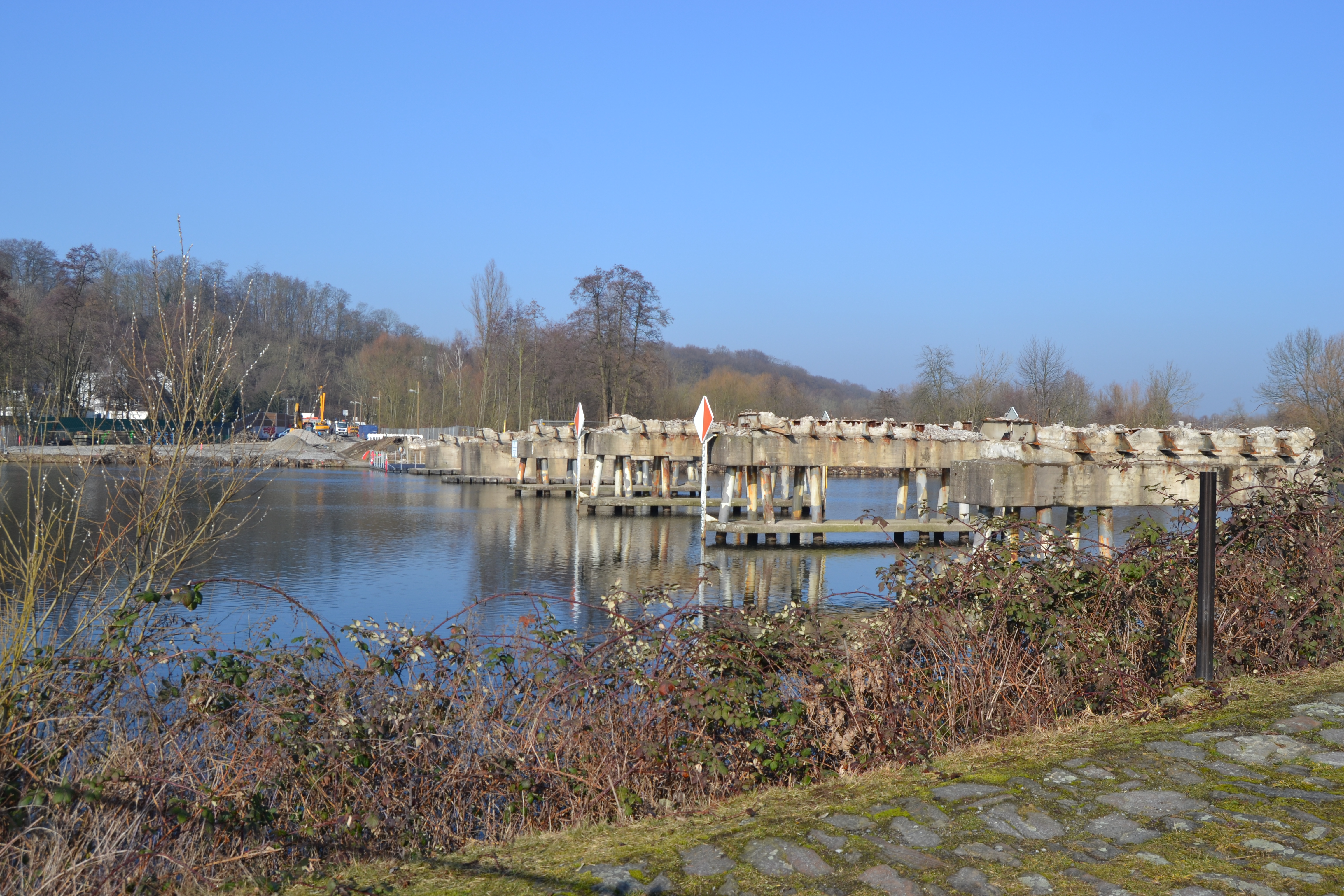
Sicht vom Kupferdreher Ufer auf die Abrissarbeiten an der Balkenbrücke – Februar 2017

Für den Abriss der alten und den Bau der neuen Brücke gab es eine erste Ausschreibung, zu der die Bewerbungsfrist Anfang Februar 2015 endete. Der damit zunächst vorgesehene Baubeginn im April 2015 konnte jedoch nicht erfolgen, da die Ergebnisse dieser ersten EU-weiten Ausschreibung die von der Stadt avisierten Kosten um 1,358 Millionen Euro überschritten hatten. Es erfolgte daraus kein Zuschlag für eine der vier anbietenden Firmen. Da ursprünglich als Hängeseilkonstruktion konzipiert, schrieb man die Brücke nun als konventionelle Schrägseilbrücke neu aus, was eine Verzögerung des Bauvorhabens um rund ein Jahr zur Folge hatte.
Im Juni 2016 beschloss der Bauausschuss des Stadtrates, den Bauauftrag inklusive Straßen-, Versorgungsleitungs- und Regenwasserkanalbaus mit Gesamtkosten von rund 9,8 Millionen Euro an eine Bietergemeinschaft zu vergeben. Nach der dritten Erhöhung der Baukosten beliefen diese sich im September 2017 auf insgesamt 13,2 Millionen Euro. Als Gründe wurden unter anderem Kampfmitteluntersuchungen genannt. Man fand Patronen, Granaten und Munition am Grund der Ruhr, die vermutlich in den Wirren der letzten Tage des Zweiten Weltkriegs hier entsorgt wurden. Des Weiteren musste die Baugrube mit einer Spundwand verstärkt werden, um das Abrutschen einer Böschung zu verhindern. Außerdem kamen die Beseitigung sogenannter unvorhergesehener Hindernisse und die Errichtung einer Neutralisationsanlage zur Reinigung des Baugrubenwassers hinzu.
Im September 2018 folgte die vierte und letzte Kostenerhöhung auf eine Summe von nun 14,3 Millionen Euro. Als Gründe wurden aufgeführt, dass eine für die Bauarbeiten notwendige Pontonanlage länger vorgehalten werden musste als vorgesehen sowie eine statische Verstärkung der Widerlager für die neue Brücke.

### Errichtung und Eröffnung
Die Vorarbeiten für die Errichtung der neuen Schrägseilbrücke begannen im Anschluss an den Abriss der Balkenbrücke Anfang 2017. Ein Pfeiler der alten Brücke blieb erhalten und wurde für die neue Schrägseilbrücke ausgebaut und weitergenutzt.
Im Zuge der Bauarbeiten wurde die auf Heisinger Seite zuführende Wuppertaler Straße erneuert und um etwa 1,5 Meter angehoben. Anfang Juni 2018 wurde die 324 Tonnen schwere Stahlkonstruktion der Brücke samt Pylonen fertiggestellt.
Am 6. Mai 2019 wurde das Richtfest im Beisein von Oberbürgermeister Thomas Kufen gefeiert.
Die feierliche Eröffnung der Schrägseilbrücke fand am 20. Dezember 2019 ebenfalls durch den Oberbürgermeister Thomas Kufen sowie den Bezirksbürgermeister Manfred Kuhmichel und den Geschäftsbereichsvorstand für Umwelt, Bauen und Sport in Person von Simone Raskob statt. Am frühen Abend des gleichen Tages wurde die Brücke für den motorisierten Verkehr freigegeben. Restarbeiten, wie beispielsweise Pflasterungen angrenzender Flächen, Inbetriebnahme der Beleuchtung und Anlage von Grünflächen, wurden noch bis zum Frühjahr 2020 erledigt.

#### Todesfall
Am 2. Mai 2018 stürzte ein Arbeiter von der im Bau befindlichen Brücke in die Ruhr. Er wurde einige Tage später tot geborgen. Infolgedessen fand am 3. Juni 2018 eine Gedenkfeier statt. Zum Richtfest wurde eine Gedenktafel an den Unfall an der Brücke angebracht. Auch zur Brückeneröffnung wurde dem Todesfall gedacht.